# Grande Prêmio da Argentina de 2015 (MotoGP)
O Grande Prêmio da MotoGP da Argentina de 2015 ocorreu em 19 de abril.

## Resultados

### Classificação MotoGP
| Pos | Piloto           | Equipe                      | Moto           | Tempo     | Pontos |
| --- | ---------------- | --------------------------- | -------------- | --------- | ------ |
| 1   | Valentino Rossi  | Movistar Yamaha MotoGP      | Yamaha         | 41'35.644 | 25     |
| 2   | Andrea Dovizioso | Ducati Team                 | Ducati         | +5.685    | 20     |
| 3   | Cal Crutchlow    | CWM LCR Honda               | Honda          | +8.298    | 16     |
| 4   | Andrea Iannone   | Ducati Team                 | Ducati         | +8.352    | 13     |
| 5   | Jorge Lorenzo    | Movistar Yamaha MotoGP      | Yamaha         | +10.192   | 11     |
| 6   | Bradley Smith    | Monster Yamaha Tech 3       | Yamaha         | +19.876   | 10     |
| 7   | Aleix Espargaro  | Team SUZUKI ECSTAR          | Suzuki         | +24.333   | 9      |
| 8   | Pol Espargaro    | Monster Yamaha Tech 3       | Yamaha         | +27.670   | 8      |
| 9   | Scott Redding    | EG 0,0 Marc VDS             | Honda          | +34.397   | 7      |
| 10  | Maverick Viñales | Team SUZUKI ECSTAR          | Suzuki         | +34.808   | 6      |
| 11  | Danilo Petrucci  | Pramac Racing               | Ducati         | +40.206   | 5      |
| 12  | Jack Miller      | CWM LCR Honda               | Honda          | +42.654   | 4      |
| 13  | Hector Barbera   | Avintia Racing              | Ducati         | +42.729   | 3      |
| 14  | Loris Baz        | Athinà Forward Racing       | Yamaha Forward | +42.853   | 2      |
| 15  | Stefan Bradl     | Athinà Forward Racing       | Yamaha Forward | +43.037   | 1      |
| 16  | Nicky Hayden     | Aspar MotoGP Team           | Honda          | +43.252   | 0      |
| 17  | Eugene Laverty   | Aspar MotoGP Team           | Honda          | +43.400   | 0      |
| 18  | Mike Di Meglio   | Avintia Racing              | Ducati         | +43.808   | 0      |
| 19  | Alvaro Bautista  | Aprilia Racing Team Gresini | Aprilia        | +44.878   | 0      |
| 20  | Marco Melandri   | Aprilia Racing Team Gresini | Aprilia        | +56.236   | 0      |
| 21  | Karel Abraham    | AB Motoracing               | Honda          | +1'03.371 | 0      |
| 22  | Alex De Angelis  | Octo IodaRacing Team        | ART            | +1'08.444 | 0      |

### Classificação Moto2
| Pos | Piloto              | Equipe                         | Moto     | Tempo     | Pontos |
| --- | ------------------- | ------------------------------ | -------- | --------- | ------ |
| 1   | Johann Zarco        | Ajo Motorsport                 | Kalex    | 39'44.497 | 25     |
| 2   | Alex Rins           | Paginas Amarillas HP 40        | Kalex    | +2.715    | 20     |
| 3   | Sam Lowes           | Speed Up Racing                | Speed Up | +4.161    | 16     |
| 4   | Mika Kallio         | Italtrans Racing Team          | Kalex    | +5.310    | 13     |
| 5   | Franco Morbidelli   | Italtrans Racing Team          | Kalex    | +7.958    | 11     |
| 6   | Thomas Luthi        | Derendinger Racing Interwetten | Kalex    | +9.408    | 10     |
| 7   | Sandro Cortese      | Dynavolt Intact GP             | Kalex    | +9.926    | 9      |
| 8   | Lorenzo Baldassarri | Athinà Forward Racing          | Kalex    | +10.028   | 8      |
| 9   | Jonas Folger        | AGR Team                       | Kalex    | +10.152   | 7      |
| 10  | Hafizh Syahrin      | Petronas Raceline Malaysia     | Kalex    | +11.316   | 6      |
| 11  | Luis Salom          | Paginas Amarillas HP 40        | Kalex    | +11.764   | 5      |
| 12  | Tito Rabat          | EG 0,0 Marc VDS                | Kalex    | +11.872   | 4      |
| 13  | Dominique Aegerter  | Technomag Racing Interwetten   | Kalex    | +14.005   | 3      |
| 14  | Anthony West        | QMMF Racing Team               | Speed Up | +20.788   | 2      |
| 15  | Alex Marquez        | EG 0,0 Marc VDS                | Kalex    | +21.321   | 1      |
| 16  | Marcel Schrotter    | Tech 3                         | Tech 3   | +25.693   | 0      |
| 17  | Azlan Shah          | IDEMITSU Honda Team Asia       | Kalex    | +26.537   | 0      |
| 18  | Ricard Cardus       | Tech 3                         | Tech 3   | +26.686   | 0      |
| 19  | Steven Odendaal     | AGR Team                       | Kalex    | +27.397   | 0      |
| 20  | Takaaki Nakagami    | IDEMITSU Honda Team Asia       | Kalex    | +27.779   | 0      |
| 21  | Randy Krummenacher  | JIR Racing Team                | Kalex    | +28.559   | 0      |
| 22  | Xavier Simeon       | Federal Oil Gresini Moto2      | Kalex    | +35.988   | 0      |
| 23  | Robin Mulhauser     | Technomag Racing Interwetten   | Kalex    | +36.457   | 0      |
| 24  | Thitipong Warokorn  | APH PTT The Pizza SAG          | Kalex    | +46.710   | 0      |
| 25  | Florian Alt         | Octo Iodaracing Team           | Suter    | +47.522   | 0      |
| 26  | Julian Simon        | QMMF Racing Team               | Speed Up | +1'02.910 | 0      |
| 27  | Zaqhwan Zaidi       | JPMoto Malaysia                | Suter    | +1'06.741 | 0      |
| 28  | Jesko Raffin        | sports-millions-EMWE-SAG       | Kalex    | +1'06.839 | 0      |

### Classificação Moto3
| Pos | Piloto              | Equipe                     | Moto      | Tempo     | Pontos |
| --- | ------------------- | -------------------------- | --------- | --------- | ------ |
| 1   | Danny Kent          | Leopard Racing             | Honda     | 38'25.621 | 25     |
| 2   | Efren Vazquez       | Leopard Racing             | Honda     | +10.334   | 20     |
| 3   | Isaac Viñales       | Husqvarna Factory Laglisse | Husqvarna | +10.396   | 16     |
| 4   | Miguel Oliveira     | Red Bull KTM Ajo           | KTM       | +10.767   | 13     |
| 5   | Brad Binder         | Red Bull KTM Ajo           | KTM       | +11.117   | 11     |
| 6   | Fabio Quartararo    | Estrella Galicia 0,0       | Honda     | +11.195   | 10     |
| 7   | Karel Hanika        | Red Bull KTM Ajo           | KTM       | +11.388   | 9      |
| 8   | Romano Fenati       | SKY Racing Team VR46       | KTM       | +11.603   | 8      |
| 9   | Enea Bastianini     | Gresini Racing Team Moto3  | Honda     | +11.712   | 7      |
| 10  | Niklas Ajo          | RBA Racing Team            | KTM       | +11.806   | 6      |
| 11  | Francesco Bagnaia   | MAPFRE Team MAHINDRA       | Mahindra  | +11.958   | 5      |
| 12  | Livio Loi           | RW Racing GP               | Honda     | +12.355   | 4      |
| 13  | Hiroki Ono          | Leopard Racing             | Honda     | +12.501   | 3      |
| 14  | Jakub Kornfeil      | Drive M7 SIC               | KTM       | +12.644   | 2      |
| 15  | John Mcphee         | SAXOPRINT RTG              | Honda     | +12.772   | 1      |
| 16  | Philipp Oettl       | Schedl GP Racing           | KTM       | +22.477   | 0      |
| 17  | Andrea Migno        | SKY Racing Team VR46       | KTM       | +23.352   | 0      |
| 18  | Stefano Manzi       | San Carlo Team Italia      | Mahindra  | +28.746   | 0      |
| 19  | Remy Gardner        | CIP                        | Mahindra  | +30.409   | 0      |
| 20  | Zulfahmi Khairuddin | Drive M7 SIC               | KTM       | +30.644   | 0      |
| 21  | Matteo Ferrari      | San Carlo Team Italia      | Mahindra  | +30.786   | 0      |
| 22  | Jorge Martin        | MAPFRE Team MAHINDRA       | Mahindra  | +44.095   | 0      |
| 23  | Andrea Locatelli    | Gresini Racing Team Moto3  | Honda     | +45.153   | 0      |
| 24  | Darryn Binder       | Outox Reset Drink Team     | Mahindra  | +49.149   | 0      |
| 25  | Alessandro Tonucci  | Outox Reset Drink Team     | Mahindra  | +51.073   | 0      |
| 26  | Ana Carrasco        | RBA Racing Team            | KTM       | +56.185   | 0      |
| 27  | Tatsuki Suzuki      | CIP                        | Mahindra  | +1'01.461 | 0      |
| 28  | Gabriel Rodrigo     | RBA Racing Team            | KTM       | 1 volta   | 0      |